# Dispositiu multiporta
Un dispositiu multiporta, MOSFET multiporta o transistor d'efecte de camp multiporta (MuGFET) es refereix a un transistor d'efecte de camp d'òxid metàl·lic i semiconductor (MOSFET) que té més d'una porta en un únic transistor. Les múltiples portes es poden controlar mitjançant un elèctrode de porta únic, on les superfícies de porta múltiples actuen elèctricament com una porta única, o per elèctrodes de porta independents. Un dispositiu multigate que empra elèctrodes de porta independents de vegades s'anomena transistor d'efecte de camp de porta independent múltiple (MIGFET). Els dispositius multiporta més utilitzats són el FinFET (transistor d'efecte de camp d'aleta) i el GAAFET (transistor d'efecte de camp de porta all-around), que són transistors no planars o transistors 3D.

Dispositiu FinFET de doble porta.

Els transistors de porta múltiple són una de les diverses estratègies que estan desenvolupant els fabricants de semiconductors MOS per crear microprocessadors i cèl·lules de memòria cada cop més petites, anomenades col·loquialment com a extensió de la llei de Moore. El Laboratori Electrotècnic, Toshiba, Grenoble INP, Hitachi, IBM, TSMC, UC Berkeley, Infineon Technologies, Intel, AMD, Samsung Electronics, KAIST, Freescale Semiconductor i d'altres han informat dels esforços de desenvolupament de transistors multiporta, i l'ITRS va predir correctament. que aquests dispositius seran la pedra angular de les tecnologies sub 32 nm. L'obstacle principal per a una implementació generalitzada és la fabricabilitat, ja que tant els dissenys plans com els no plans presenten reptes importants, especialment pel que fa a la litografia i el modelatge. Altres estratègies complementàries per a l'escala de dispositius inclouen l'enginyeria de la torsió del canal, les tecnologies basades en silici sobre aïllants i els materials de porta metàl·lica d'alt κ.